# 鬼船

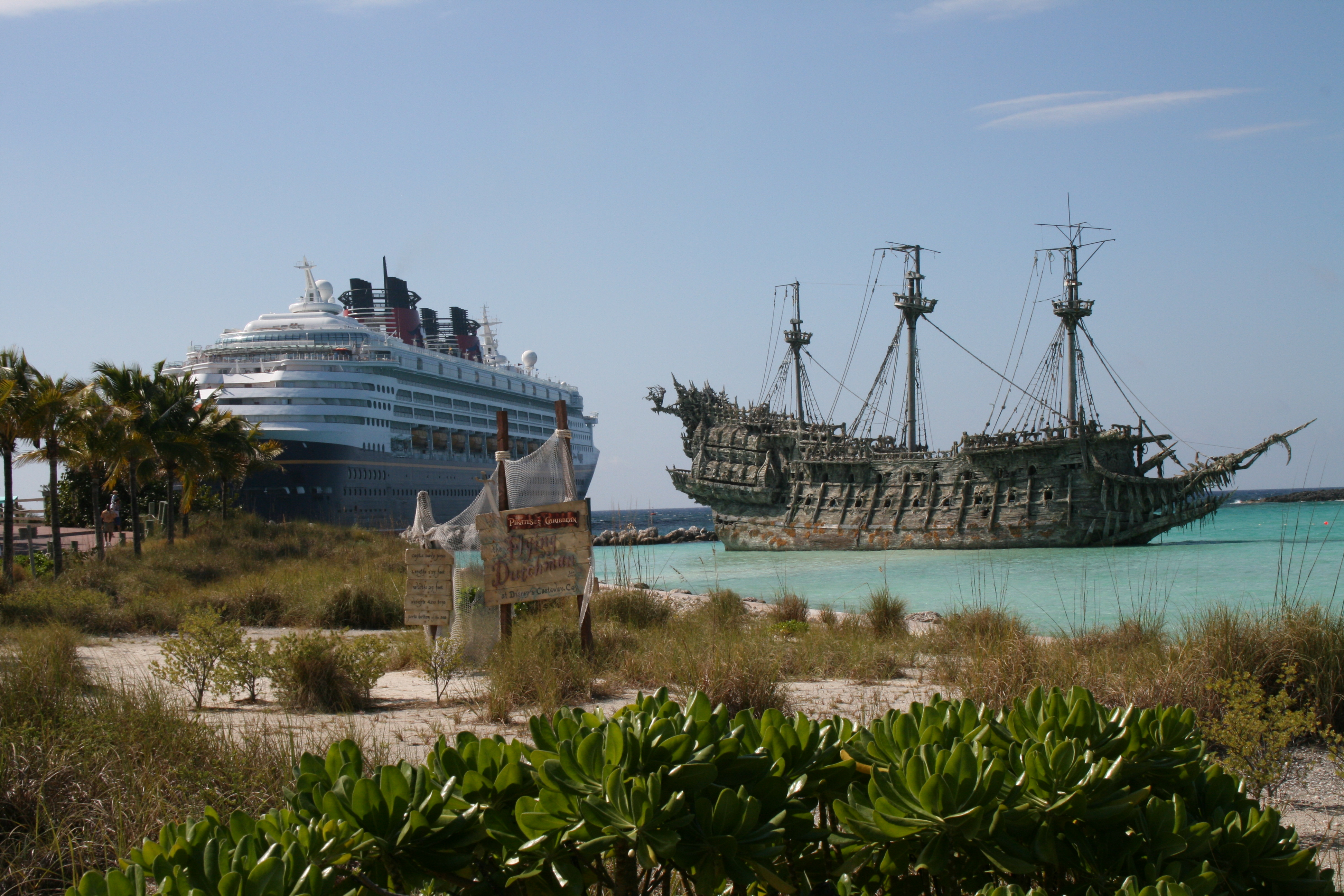
迪士尼世界的幽靈船道具

鬼船，亦称為幽灵船 ，在文学作品当中通常指称一艘由鬼所驾驶的船；也可以指一艘船在被报道失踪或沉没后神秘的再次被人发现或看见，或指船只被发现在海上漂流且无人驾乘。

## 文学作品当中的幽灵船
到现在为止，最著名的文学作品当中的幽灵船当属飞翔的荷兰人（De Vliegende Holländer）。这艘船由幽灵而著称，现在已经成为幽灵船的代名词。在《加勒比海盗》中的幽冥飛船，正是這艘船。

## 现实当中的幽灵船
- 棉蘭號（SS Ourang Medan）：据说是1947年6月前后的某个时间点在荷属东印度群岛附近水域的一艘幽灵船，船员皆死于非命，死因至今扑朔迷离。
- 瑪麗·賽勒斯特號（Mary Celeste）：在1872年被發现遗弃在葡萄牙和亚速尔群岛之间的海域，尽管船只毫髮无损但船员却不见踪影。
- 卡羅爾·迪林號（Carroll A. Deering）：在百慕達「魔鬼三角」人間蒸發，美國政府也沒能給出官方解釋。
- 巴倫西亞號（SS Valencia）：1933年北美蒸汽客輪本在1906年沉沒，有水手曾报告说看见已沉没27年的Valencia號蒸汽船出现于温哥华岛附近。这艘船如幽灵般尾随其他船隻，直到这些船隻靠近海岸，这些目击者还称看见其救生船完好无损的漂浮在母船的周围，同样无人驾驶。
- 喬伊塔號（MV Joyita）：在南太平洋失蹤五周後被發現，船上25人和貨物不知所踪。
- 货轮Fisah Ketsi號：於1990年發现其漂流于巴西东海岸，船员消失，货仓盖敞开。
- 建生號：于2006年3月26日在澳大利亚海岸被發现，无人知道船只的来源或出现在该地点的原因。
- 貝奇莫號（Baychimo）：1931年在北冰洋航行时由于被浮冰卡住而弃船，其通常被认为已经沉没，但它在其后的38年间不断被报道发现仍在漂浮，但没有人曾前去救援此船隻。
- 卡茲二號（Kaz II）：2007年4月15日在澳洲昆士蘭北部的愛麗海灘出發，4月18日被發現漂浮於昆士蘭北部湯斯維爾80海里外，拯救人員於4月20日早上登上遊艇，發現引擎、電腦及無線電也在啟動，所有情況均很正常，他們更看到枱面擺放了食物及餐具，但遊艇卻人去船空，救生艇也不見了，然而遊艇完全沒有遇事痕跡，有關當局已將「Kaz II」號封為「鬼遊艇」。
- 海鳥號（Seabird）：1750或1760年，該船於美國羅德島州紐波特的艾斯頓海灘（Easton's Beach）被發現，被發現時船上完全沒有任何人，然而所有的物品都完好的擺在船上，就連上頭的咖啡都還在煮着。最後唯一找到的生物是一隻狗和一只猫。